# USS Virginia (1825)
«Вірджинія» (англ. USS Virginia) — американський лінійний корабель.

## Історія створення
«Вірджинія» був одним з 9 лінійних кораблів, замовлених Конгресом США 29 квітня 1816 року.
Корабель був закладений у травні 1822 року на верфі «Boston Navy Yard». Будівництво було завершене у травні 1825 року. Але через морську політику США і побоювання у великих витратах на утримання корабля він так і не був введений в експлуатацію.
Корабель залишався на стапелі в Бостоні, допоки не був розібраний у 1874 році.